# Sân bay quốc tế Latakia
Sân bay quốc tế Latakia (tiếng Ả Rập: ‎مطار اللاذقية الدولي) (IATA: LTK, ICAO: OSLK) là một sân bay ở Latakia, Syria. Sân bay này có một đường cất hạ cánh dài 2797 m bề mặt asphalt.

## Các hãng hàng không và các tuyến điểm
- Air Arabia (Sharjah)
- Sama Airlines (Jeddah, Riyadh)
- Syrian Arab Airlines (Cairo, Damascus)